# جون يونغ (ملحن)
جون يونغ (بالإنجليزية: John Young)‏ هو ملحن نيوزلندي، ولد في 4 مارس 1962.

## وصلات خارجية
- الموقع الرسمي
- جون يونغ على موقع ميوزك برينز (الإنجليزية)